# Grand-Prix d'Helsinki 2018
Navigation
Édition précédente Édition suivante
Le Grand-Prix d'Helsinki 2018 (2018 Grand Prix of Helsinki en anglais) est une compétition internationale qui accueille des patineurs amateurs de niveau senior dans quatre catégories: simple messieurs, simple dames, couple artistique et danse sur glace.
Il remplace la coupe de Chine pour l'édition 2018, après le refus la fédération chinoise (Chinese Skating Association) d'organiser la compétition. L'International Skating Union choisit la capitale finlandaise pour organiser l'événement, du 2 au 4 novembre 2018, à la Hartwall Arena. Il est la troisième compétition du Grand Prix ISU senior de la saison 2018/2019.

## Résultats

### Messieurs

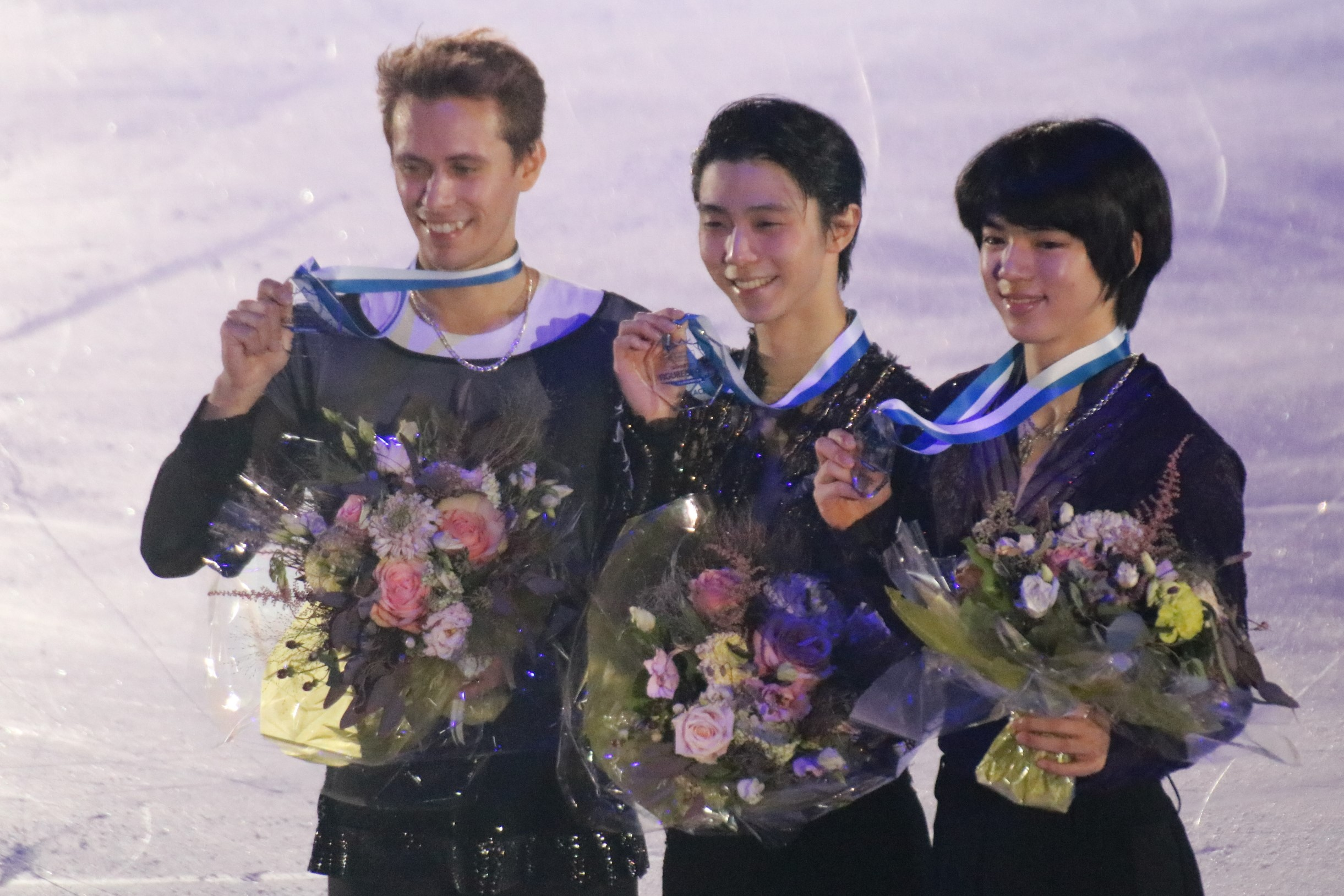
Podium des Messieurs

| Rang | Nom               | Pays         | Points | Programme court | Programme court | Programme libre | Programme libre |
| ---- | ----------------- | ------------ | ------ | --------------- | --------------- | --------------- | --------------- |
| 1    | Yuzuru Hanyu      | Japon        | 297.12 | 1               | 106.69          | 1               | 190.43          |
| 2    | Michal Březina    | Tchéquie     | 257.98 | 2               | 93.31           | 2               | 164.67          |
| 3    | Cha Jun-hwan      | Corée du Sud | 243.19 | 4               | 82.82           | 3               | 160.37          |
| 4    | Mikhail Kolyada   | Russie       | 238.79 | 6               | 81.76           | 4               | 157.03          |
| 5    | Jin Boyang        | Chine        | 227.28 | 3               | 85.97           | 5               | 141.31          |
| 6    | Andrei Lazukin    | Russie       | 218.22 | 5               | 82.54           | 7               | 135.68          |
| 7    | Alexei Krasnozhon | États-Unis   | 211.03 | 8               | 74.05           | 6               | 136.98          |
| 8    | Keiji Tanaka      | Japon        | 206.82 | 7               | 80.60           | 9               | 126.22          |
| 9    | Alexei Bychenko   | Israël       | 202.33 | 9               | 73.44           | 8               | 128.89          |
| 10   | Phillip Harris    | Royaume-Uni  | 182.66 | 10              | 58.99           | 10              | 123.67          |
| 11   | Valtter Virtanen  | Finlande     | 154.74 | 11              | 48.16           | 11              | 106.58          |

### Dames

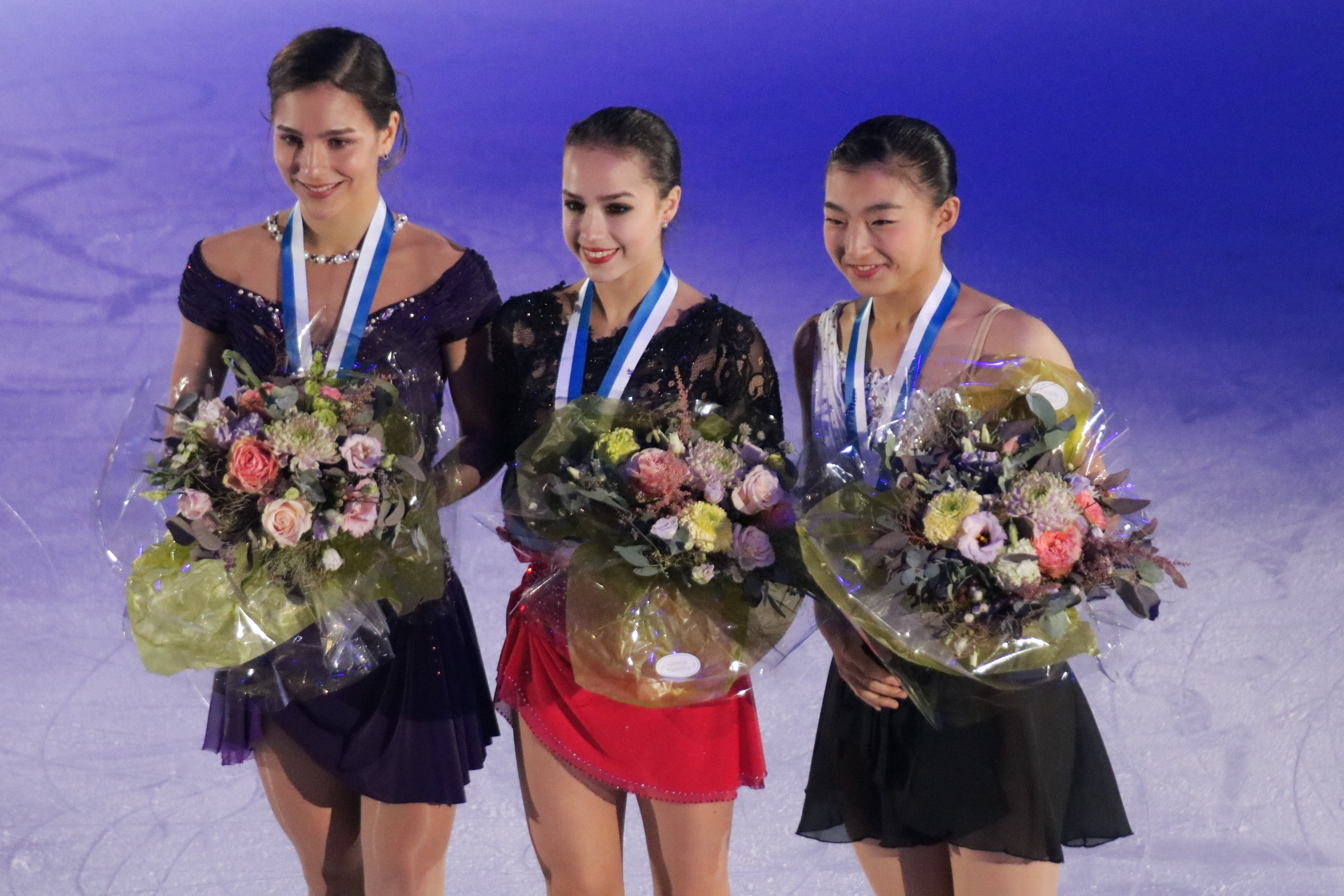
Podium des Dames

| Rang | Nom                      | Pays         | Points | Programme court | Programme court | Programme libre | Programme libre |
| ---- | ------------------------ | ------------ | ------ | --------------- | --------------- | --------------- | --------------- |
| 1    | Alina Zagitova           | Russie       | 215.29 | 1               | 68.90           | 1               | 146.39          |
| 2    | Stanislava Konstantinova | Russie       | 197.57 | 4               | 62.56           | 3               | 135.01          |
| 3    | Kaori Sakamoto           | Japon        | 197.42 | 7               | 57.26           | 2               | 140.16          |
| 4    | Yuna Shiraiwa            | Japon        | 191.46 | 2               | 63.77           | 5               | 127.69          |
| 5    | Loena Hendrickx          | Belgique     | 191.22 | 3               | 63.17           | 4               | 128.05          |
| 6    | Daria Panenkova          | Russie       | 161.48 | 6               | 58.23           | 9               | 103.25          |
| 7    | Kim Ha-nul               | Corée du Sud | 160.15 | 8               | 55.38           | 8               | 104.77          |
| 8    | Viveca Lindfors          | Finlande     | 159.62 | 10              | 52.95           | 6               | 106.67          |
| 9    | Emmi Peltonen            | Finlande     | 158.72 | 5               | 59.90           | 10              | 98.82           |
| 10   | Rika Hongo               | Japon        | 156.59 | 11              | 51.11           | 7               | 105.48          |
| 11   | Angela Wang              | États-Unis   | 149.57 | 9               | 53.76           | 11              | 95.81           |

### Couples

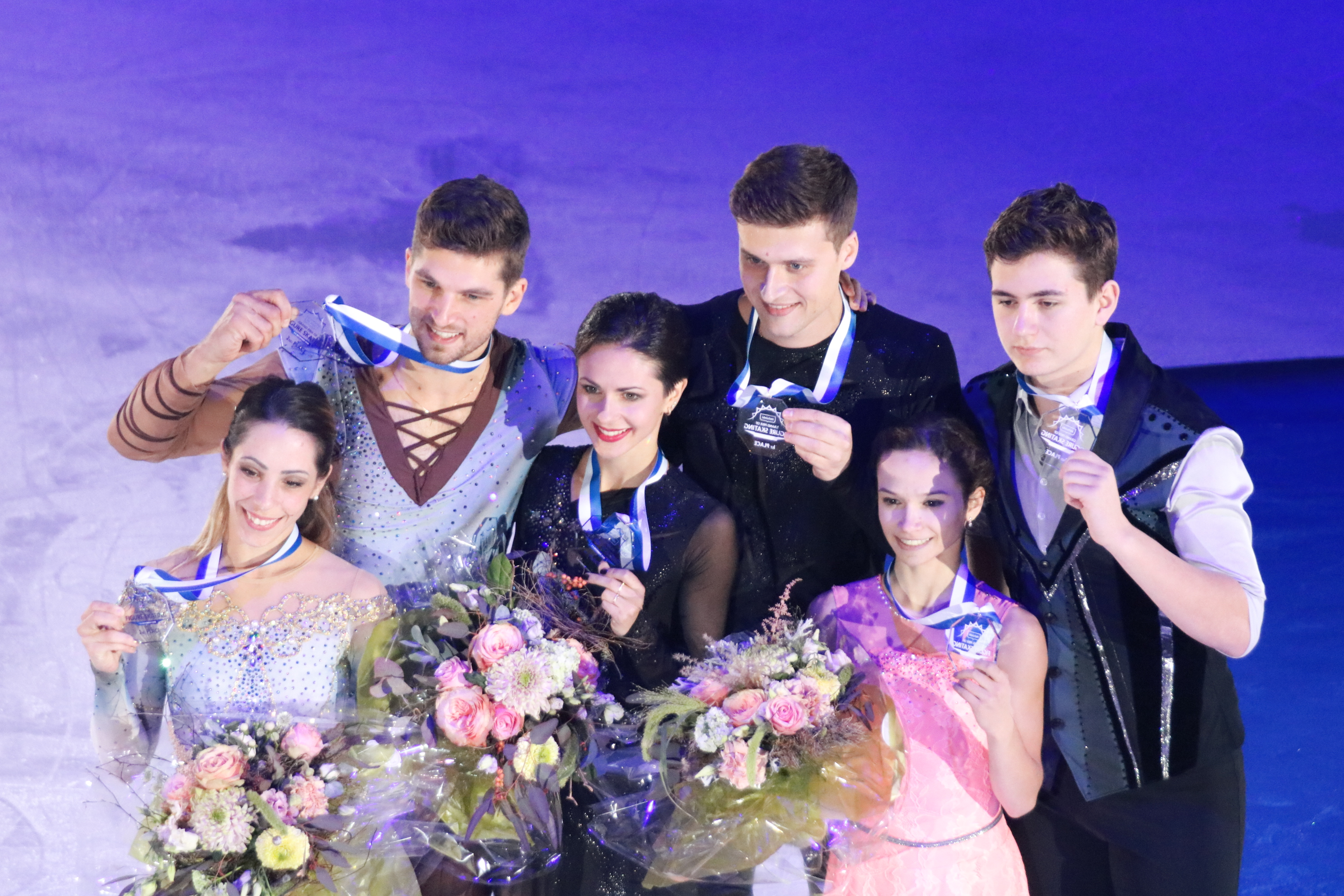
Podium des couples artistiques

| Rang | Nom                                        | Pays          | Points | Programme court | Programme court | Programme libre | Programme libre |
| ---- | ------------------------------------------ | ------------- | ------ | --------------- | --------------- | --------------- | --------------- |
| 1    | Natalia Zabiiako / Aleksandr Enbert        | Russie        | 198.51 | 2               | 67.59           | 1               | 130.92          |
| 2    | Nicole Della Monica / Matteo Guarise       | Italie        | 185.77 | 1               | 68.18           | 3               | 117.59          |
| 3    | Daria Pavliuchenko / Denis Khodykin        | Russie        | 185.61 | 3               | 63.80           | 2               | 121.81          |
| 4    | Miriam Ziegler / Severin Kiefer            | Autriche      | 174.81 | 4               | 62.69           | 5               | 112.12          |
| 5    | Ryom Tae-ok / Kim Ju-sik                   | Corée du Nord | 174.24 | 5               | 56.87           | 4               | 117.37          |
| 6    | Deanna Stellato-Dudek / Nathan Bartholomay | États-Unis    | 159.21 | 6               | 56.44           | 6               | 102.77          |
| 7    | Laura Barquero / Aritz Maestu              | Espagne       | 149.54 | 7               | 50.91           | 8               | 98.63           |
| 8    | Miu Suzaki / Ryuichi Kihara                | Japon         | 145.65 | 8               | 46.22           | 7               | 99.43           |

### Danse sur glace

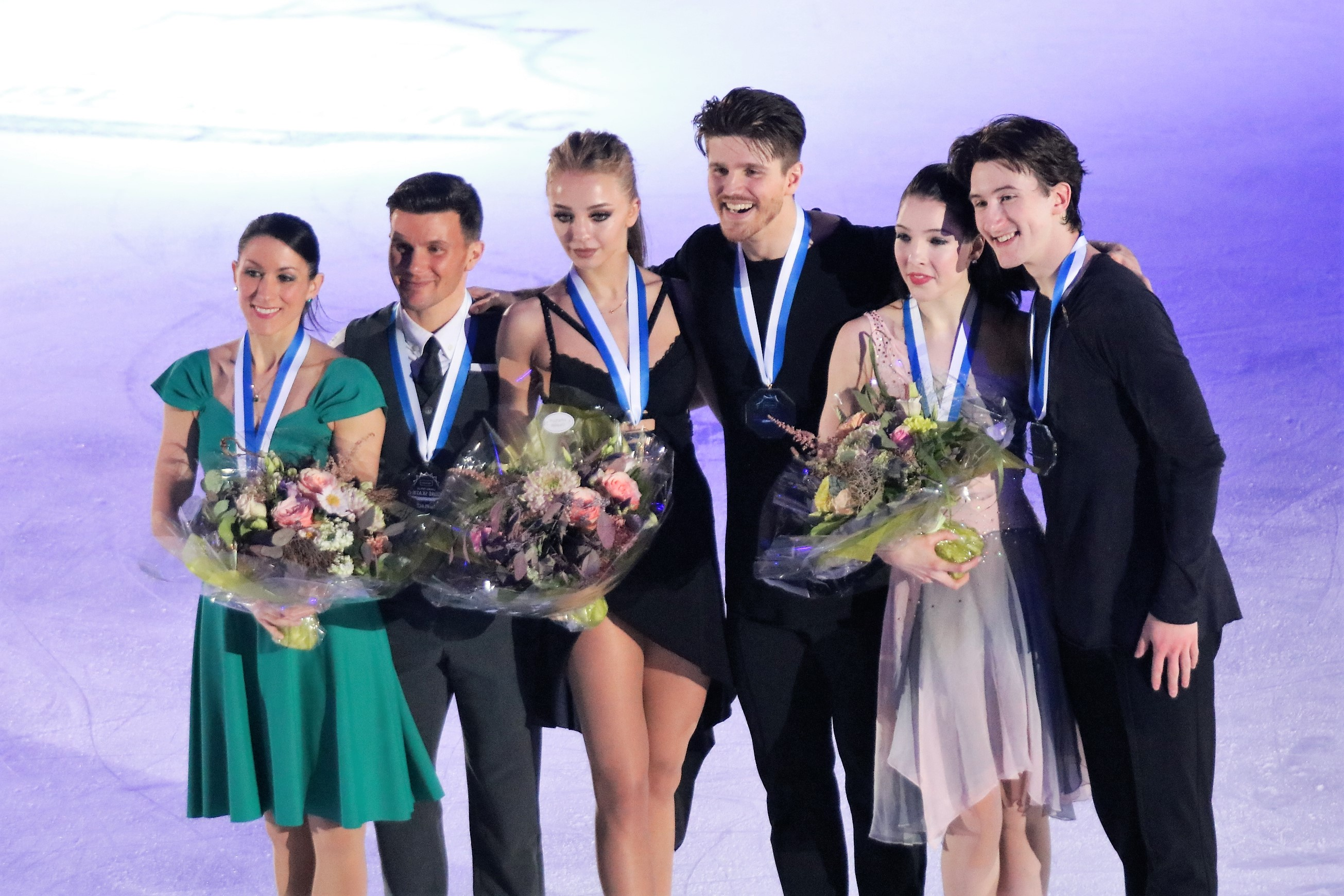
Podium de la danse sur glace

| Rang | Nom                                      | Pays       | Points | Danse rythmique | Danse rythmique | Danse libre | Danse libre |
| ---- | ---------------------------------------- | ---------- | ------ | --------------- | --------------- | ----------- | ----------- |
| 1    | Aleksandra Stepanova / Ivan Bukin        | Russie     | 200.09 | 1               | 78.18           | 1           | 121.91      |
| 2    | Charlène Guignard / Marco Fabbri         | Italie     | 196.29 | 2               | 77.36           | 2           | 118.93      |
| 3    | Lorraine McNamara / Quinn Carpenter      | États-Unis | 176.66 | 3               | 71.40           | 4           | 105.26      |
| 4    | Sara Hurtado / Kirill Khaliavin          | Espagne    | 172.09 | 5               | 66.25           | 3           | 105.84      |
| 5    | Christina Carreira / Anthony Ponomarenko | États-Unis | 167.28 | 4               | 66.93           | 5           | 100.35      |
| 6    | Juulia Turkkila / Matthias Versluis      | Finlande   | 160.62 | 6               | 63.06           | 6           | 97.56       |
| 7    | Betina Popova / Sergey Mozgov            | Russie     | 157.56 | 7               | 62.35           | 8           | 95.21       |
| 8    | Jasmine Tessari / Francesco Fioretti     | Italie     | 153.89 | 8               | 58.48           | 7           | 95.41       |
| 9    | Shari Koch / Christian Nüchtern          | Allemagne  | 143.62 | 9               | 56.71           | 10          | 86.91       |
| 10   | Katharina Müller / Tim Dieck             | Allemagne  | 143.59 | 10              | 56.59           | 9           | 87.00       |

## Source
- Résultats du Grand-Prix d'Helsinki 2018 sur le site de l'ISU